# ミュールハイム/オーバーハウゼン市電
この項目では、ドイツの都市・ミュールハイム・アン・デア・ルール（以下、「ミュールハイム」と記す。）およびオーバーハウゼン市内に路線網を有する路面電車について解説する。両都市は路面電車路線によって接続されており、ルールバーン（Ruhrbahn GmbH）およびオーバーハウゼン市が所有するシュタットベルケ・オーバーハウゼン（Stadtwerke Oberhausen GmbH、STORG）によって運営されている。

## 歴史

### ミュールハイム
ミュールハイム市内における初の軌道交通は、1888年に開通した隣接するデュースブルクとミュールハイムを結ぶ蒸気鉄道であったが、現在のミュールハイム市電の基礎となる路面電車路線が開通したのは1897年7月9日であり、当時の総延長は12.5 kmであった。その後、ミュールハイム市の発展と共に路面電車網は拡大を続け、1928年には営業キロ44 kmを記録した他、エッセンやオーバーハウゼンといった近隣都市の路面電車との直通運転も行われた。
第二次世界大戦中は空襲により大きな被害を受け、1945年の終戦直後は一時的に路面電車の運行が停止する事態になったが、アメリカ軍の進駐以降これらの路線網は復興を遂げ、1950年代以降は当時最新鋭のデュワグ製の路面電車車両（デュワグカー）の導入が実施された。1960年代に入るとモータリーゼーションが進行し、ミュールハイム市電もサーン地区（Saarn）へ向かう路線が廃止されたが、一方で1970年代以降路面電車を高規格化した地下鉄（シュタットバーン）の計画が動き始め、1977年以降近隣都市・エッセンのシュタットバーンがミュールハイム中心部へ乗り入れるようになった。その影響で、1979年に実施されたシュタットバーン延伸に伴い並行する路面電車路線が廃止されている。

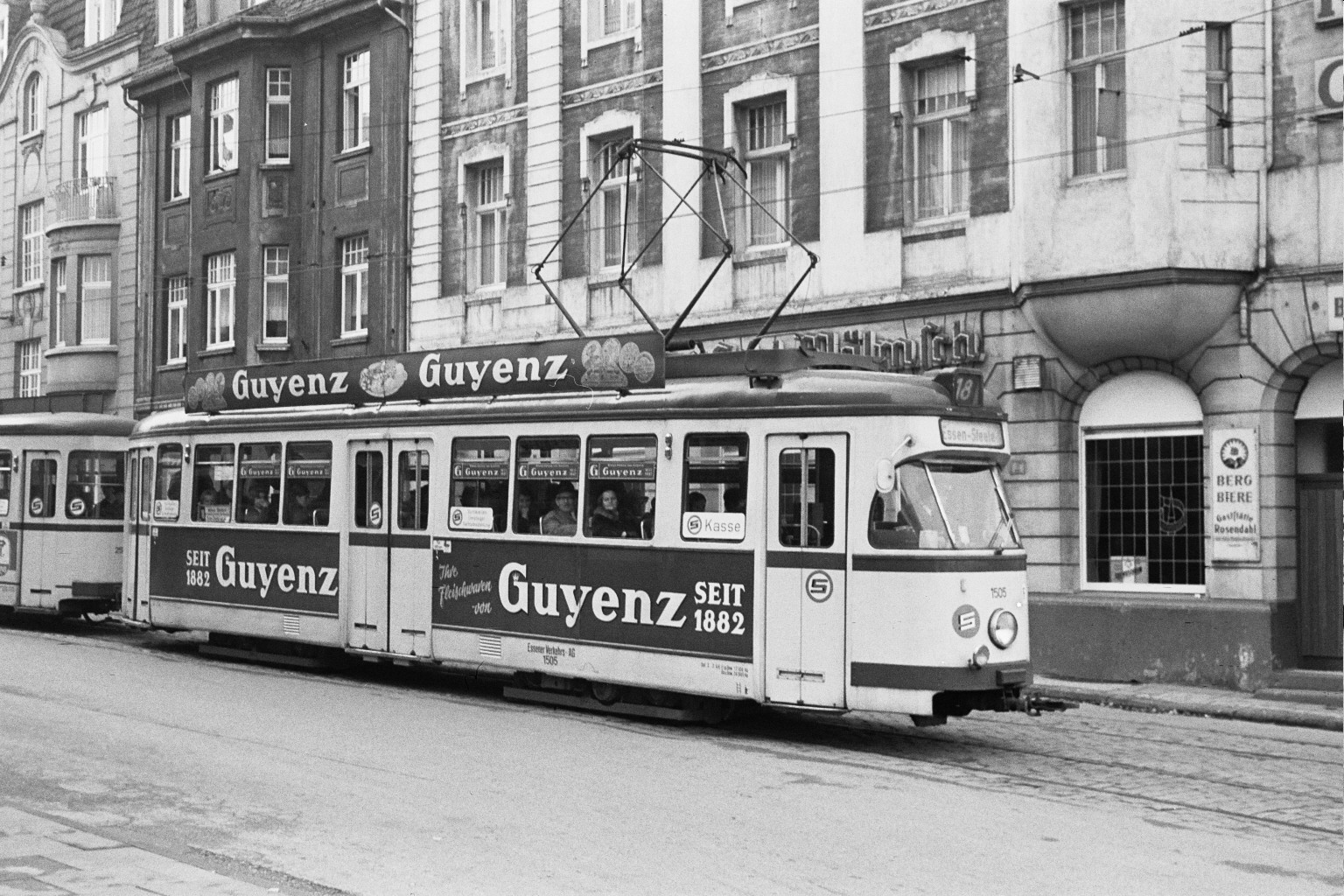
1970年代のミュールハイム市電（1970年撮影）
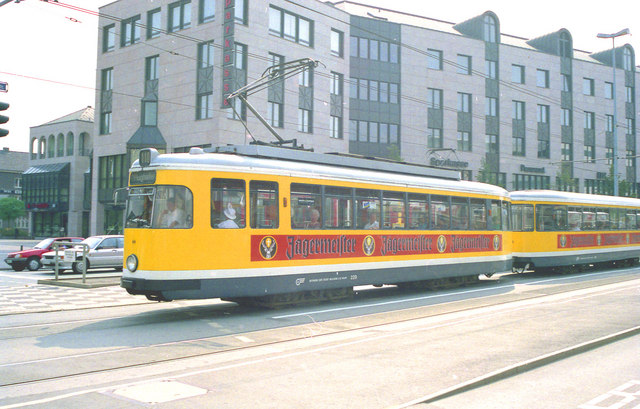
デュワグカーは2000年まで営業運転に使用された（1991年撮影）

その後、1996年には後述のようにオーバーハウゼン市内への延伸が実施された一方、市内中心部に路面電車が走る地下トンネルの建設が進められ、2022年現在はミュールハイム市電の102号線および前述の蒸気鉄道を始祖とするデュースブルク市電の901号線がこの区間を経由している。その一方で2010年代以降一部区間や系統の廃止が行われており、2012年には線路の老朽化を理由に104号線の一部区間が、2015年には110号線が営業運転を終了し、双方とも路線バスに置き換えられている。
車両については1995年以降超低床電車の導入が継続して行われ、2015年からは全列車が低床構造を含む車両で運行している。

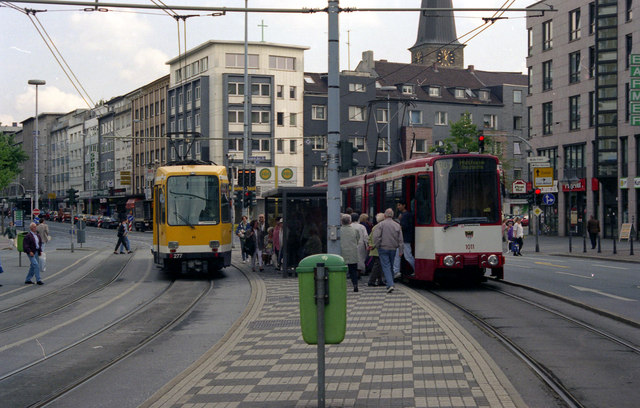
デュースブルク市電（右）と並ぶミュールハイム市電の電車（左）（1995年撮影）
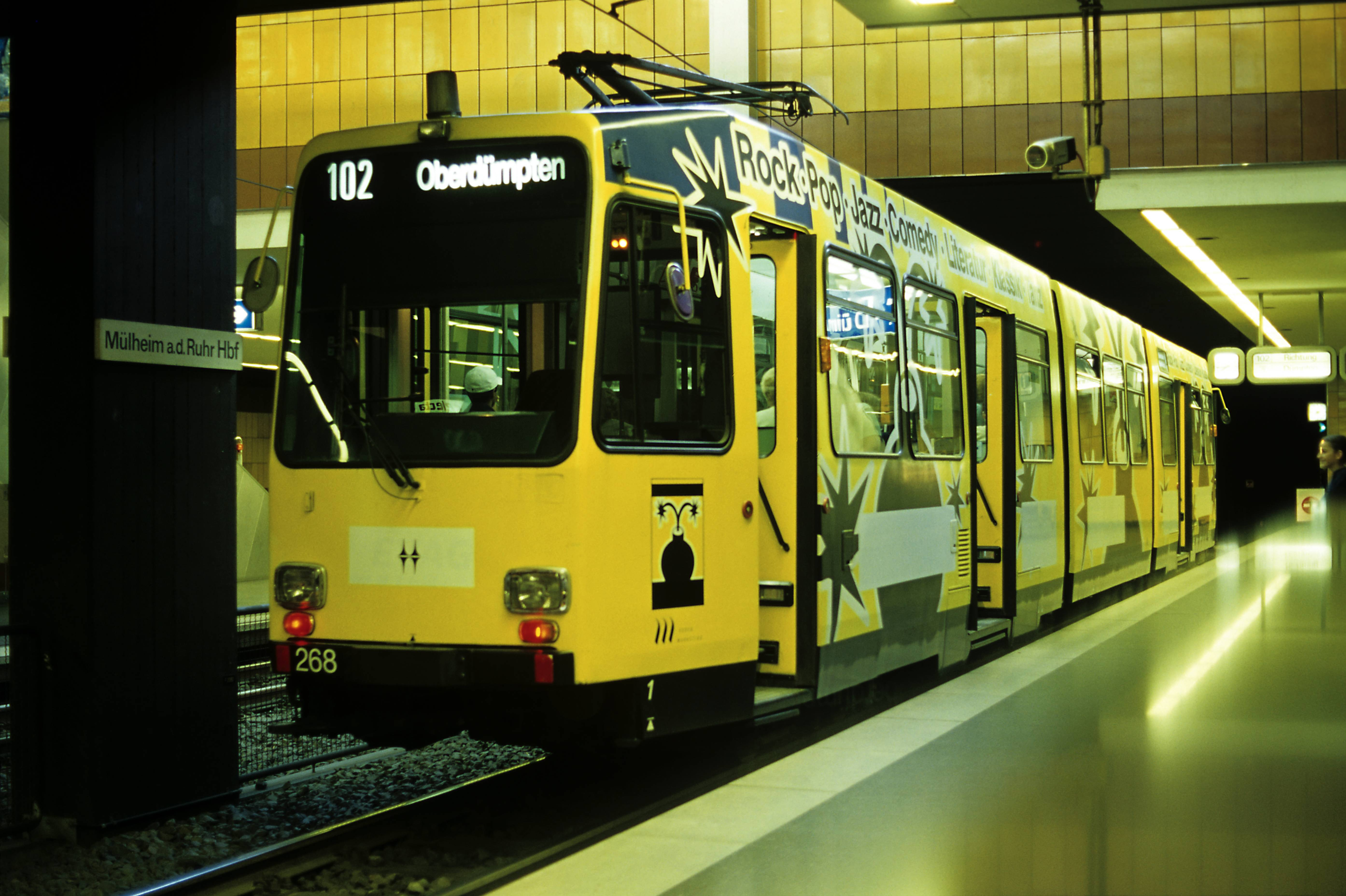
ミュールハイム市電102号線は市内中心部を地下トンネルで経由する（2002年撮影）
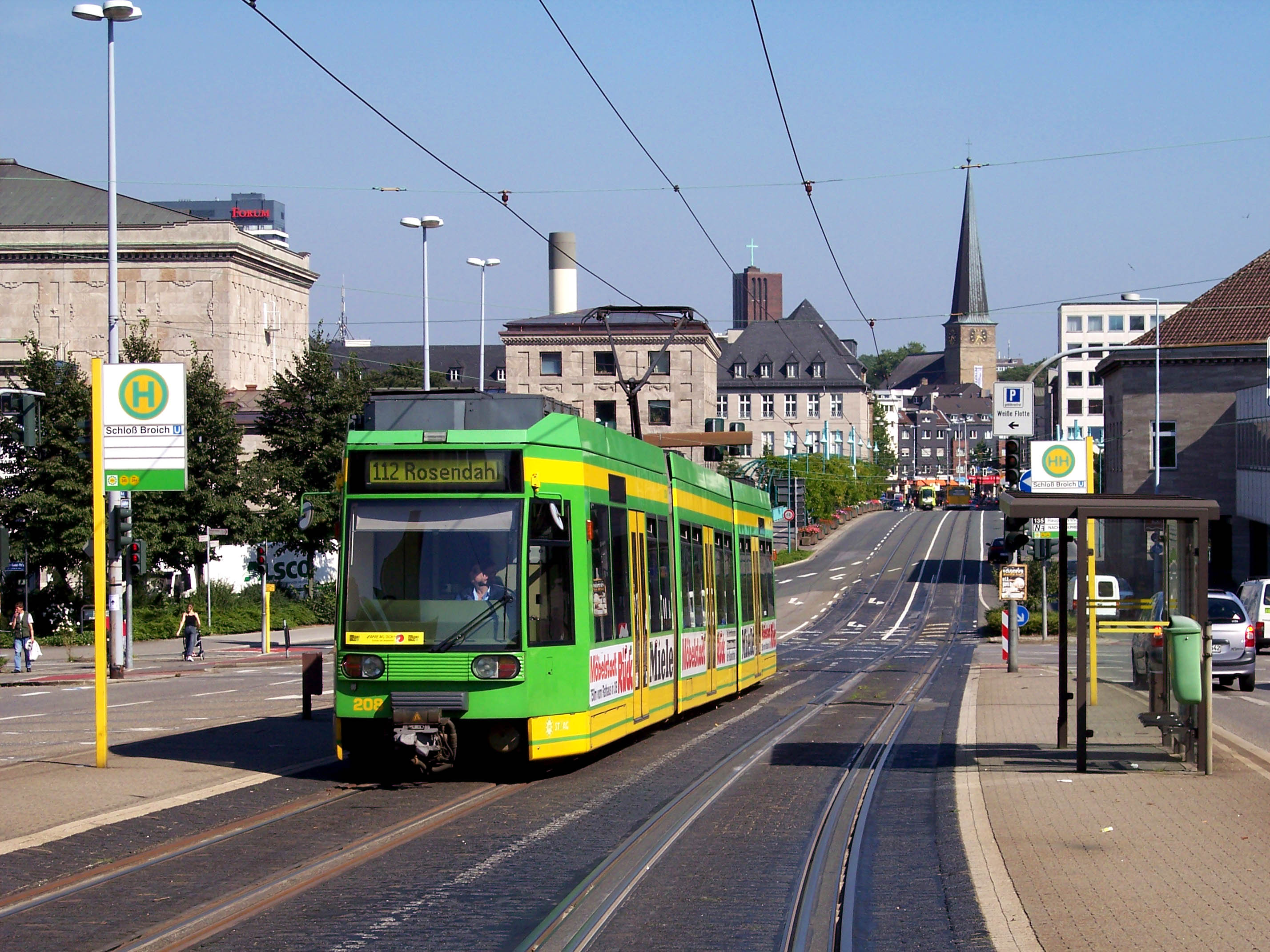
ミュールハイム市電に乗り入れるオーバーハウゼン市電の電車（2005年撮影）

このミュールハイム市電について、2017年まではミュールハイム市が運営していたミュールハイム交通会社（Mülheimer VerkehrsGesellschaft、MVG）によって運営されていたが、同年9月1日にエッセンの公共交通運営組織であったエッセン交通（Essener Verkehrs-AG、EVAG）と合併し、以降はルールバーン（Ruhrbahn）として存続している。

### オーバーハウゼン
オーバーハウゼン市内における最初の路面電車が営業運転を開始したのは1897年4月4日で、ジーメンス・ウント・ハルスケの協力のもと、オーバーハウゼン市が運営する公営路線として導入された。その後、オーバーハウゼンの住宅街や商業地域を結ぶ重要な交通機関として延伸が続き、1924年には近接するエッセンの路面電車（エッセン市電）、1928年には前述したミュールハイムの路面電車との直通運転も始まった。同年時点での年間利用客数は1,200万人を記録し、車両数も事業用車両を含めて105両となった。
第二次世界大戦においては1943年6月23日の空襲により路線バスと共に甚大な被害を受けたものの、他のドイツの都市からの車両の借用などで運転は継続された。終戦直後の1945年時点でも6系統が運行しており、その後は破壊された橋梁の大規模な復旧、物資の不足などから復興のペースは遅くなったものの、1940年代後半には新型車両が導入されるまでに回復した。
それ以降は路線網の延伸が続き、1950年代後半にはオーバーハウゼン市内の路面電車の路線網は最大規模（線路総延長66.3 km）に達し、1959年以降は多数の乗客が輸送可能な連接車の導入も実施された。だが、それ以降路面電車はモータリーゼーションの影響を受け、大量の自動車の通行量による併用軌道の損傷や渋滞の頻発といった問題が指摘されるようになった。その結果、1965年7月、オーバーハウゼン市議会は公共交通機関をバスに統一する決議を採択し、1968年10月13日を最後にオーバーハウゼン市が運営する路面電車は全廃された。それ以降もヴェスティシェ路面電車会社が運営する路線がオーバーハウゼン市域に乗り入れていたが、こちらも1974年に廃止された。
それ以降、オーバーハウゼン市内における公共交通機関の主力は路線バスとなったが、1990年代にヨーロッパ最大級のショッピングモールであるCentrOの建設が計画された際、公共交通機関を利用して向かう利用客数の予想が1日ごとに約75,000人と多く、路線バスでは輸送力不足に陥ることが危惧された。そこで、環境意識の高まりも背景に、1994年2月にオーバーハウゼン市議会は路面電車を再導入する事を決定した。
新規の路面電車路線はミュールハイム市電を延伸する形で構想され、一部区間はドイツ鉄道の廃線区間を再利用する形で建設された。そして1996年6月1日、オーバーハウゼン市内に路面電車が復活した。車両についてはミュールハイム市電の車庫で整備が行われる関係から同市電と同型の超低床電車が導入されたほか、かつてのオーバーハウゼン市電で使用されていた車両の復元も実施された。この新たな路面電車路線は2004年にもノイマルクト（Neumarkt）方面の延伸が行われており、これらを含めオーバーハウゼン市内の路面電車路線にはシュタットベルケ・オーバーハウゼンが運営する路線バスも走行するのが特徴となっている。

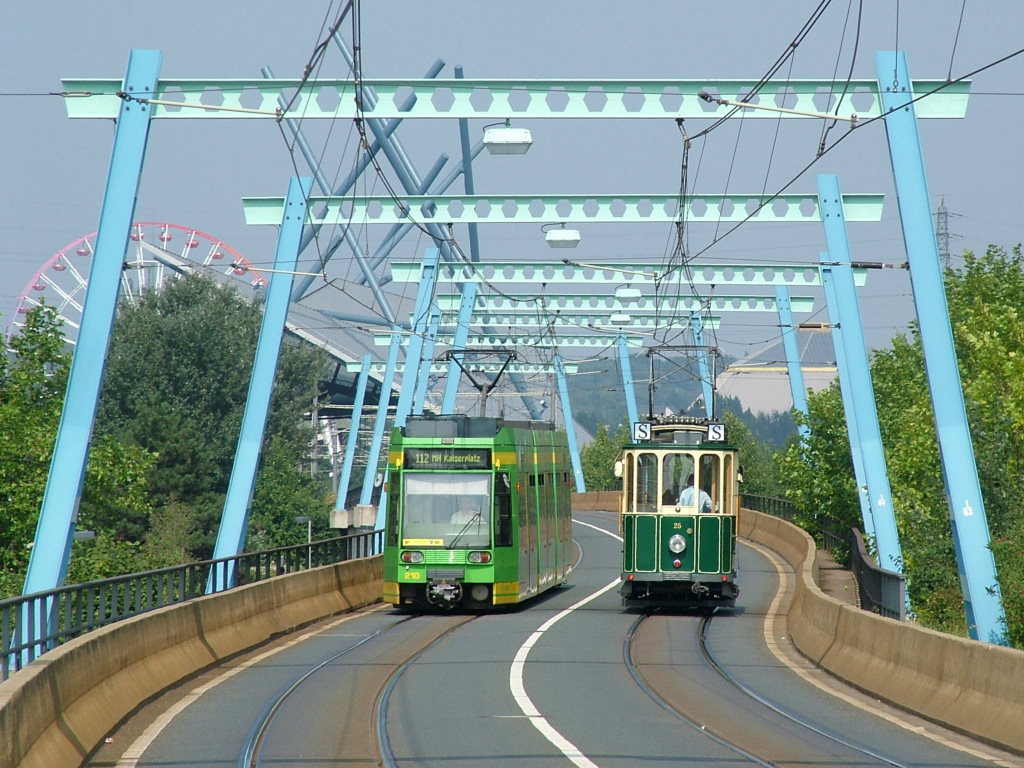
復元された旧型電車（右）と復活時に導入された超低床電車（左）が並ぶ（2005年撮影）
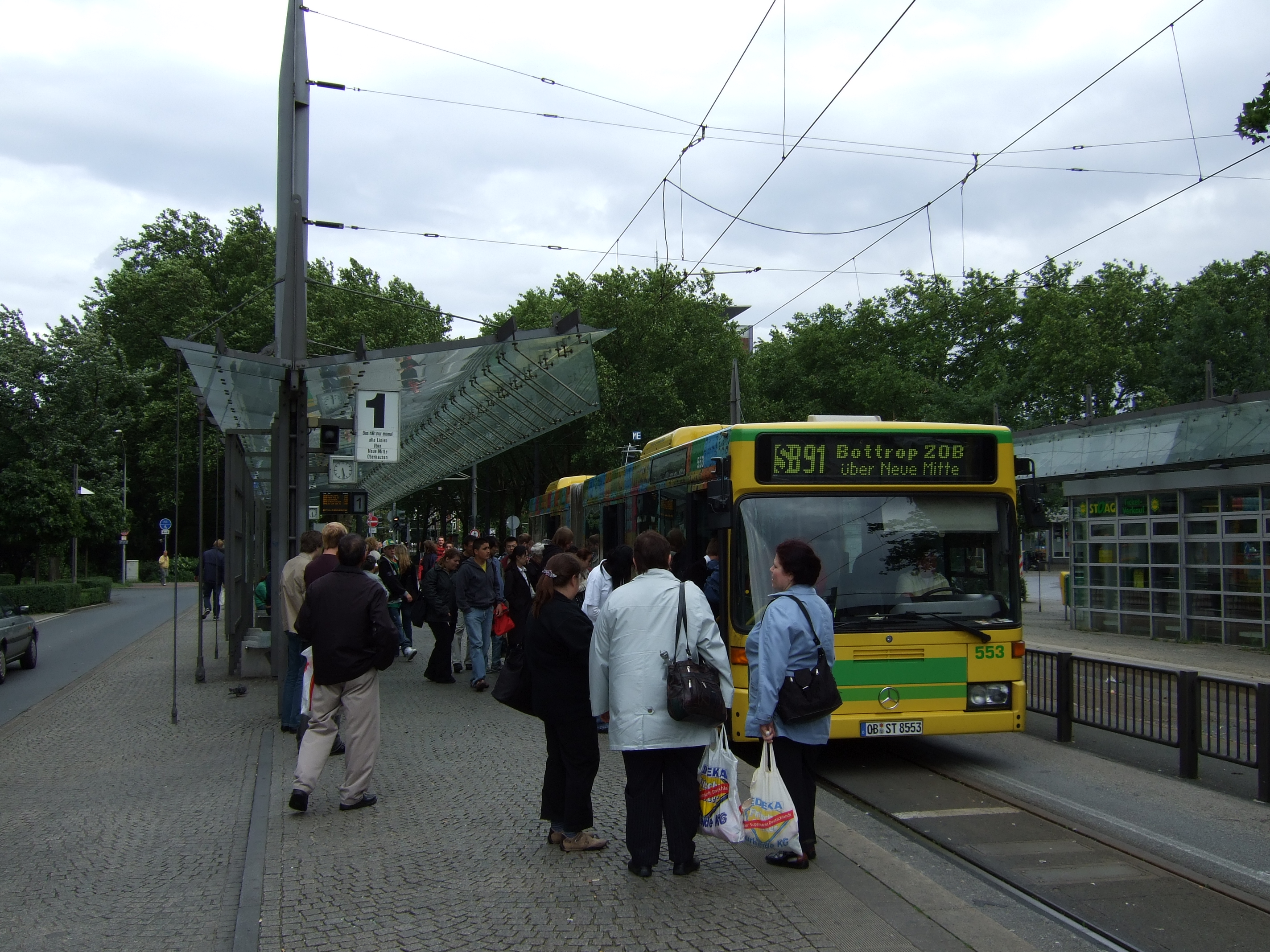
路線バスが停車するオーバーハウゼン市電の電停（2007年撮影）

## 運行

### 系統
2022年現在、ミュールハイムおよびオーバーハウゼンには以下の路面電車路線が存在する。そのうち104号線の一部区間は隣接都市のエッセンに伸びている。
| 系統番号 | 運行経路                                                                                          | 経由地域                        | 備考                                      |
| -------- | ------------------------------------------------------------------------------------------------- | ------------------------------- | ----------------------------------------- |
| 102      | Uhlenhorst - Schloß Broich - MH-Stadtmitte - MH-Hauptbahnhof - Oberdümpten                        | ミュールハイム                  |                                           |
| 104      | MH-Hauptfriedhof - MH-Stadtmitte - Rathausmarkt - E-Abzweig Aktienstraße                          | エッセン ミュールハイム         |                                           |
| 112      | Mülheim-Hauptfriedhof - Stadtmitte - Oberhausen-Landwehr - Oberhausen Hbf - Neue Mitte - Neumarkt | ミュールハイム オーバーハウゼン |                                           |
| N12      | Mülheim-Kaiserplatz - Oberhausen Hbf - Neue Mitte - OLGA-Park - Neumarkt                          | ミュールハイム オーバーハウゼン | 深夜系統 土曜・日曜・祝日は終夜運転を実施 |

### 直通系統

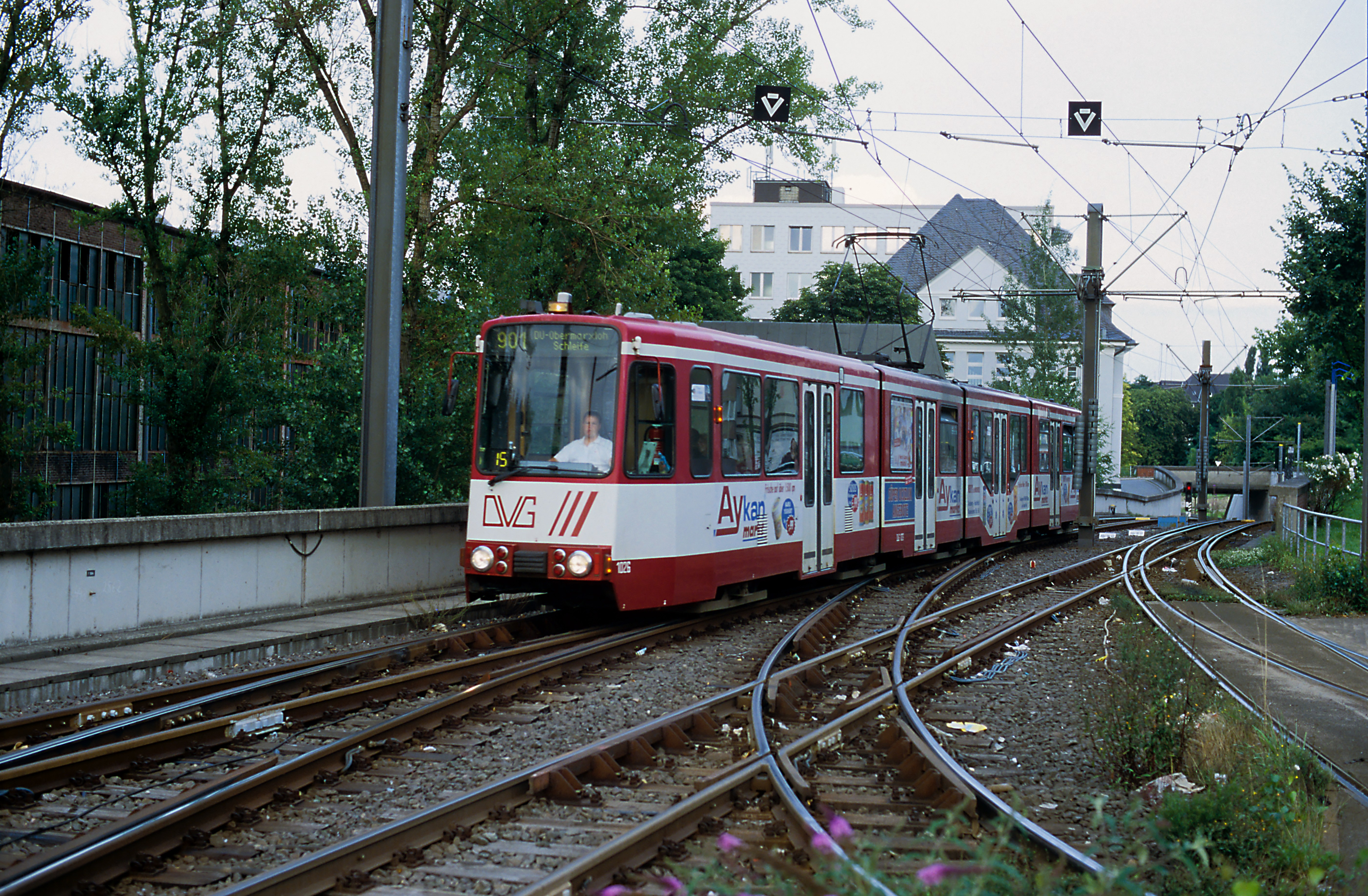
ミュールハイム市電に直通するデュースブルク市電の電車
線路は三線軌道となっている（2002年撮影）

前述のように、ミュールハイム市電の一部区間はデュースブルクから直通する路面電車（デュースブルク市電）と線路を共有する他、ミュールハイム中央駅にはエッセンのシュタットバーンであるU18号線が乗り入れている。これらの路面電車やシュタットバーンは軌間が1,435 mm（標準軌）である一方でミュールハイム市電は1,000 mm（メーターゲージ）と異なるため、これらの路線が共有する区間は三線軌道となっている。
| 系統番号 | 運行経路                                                                                  | 直通路線           | 備考   |
| -------- | ----------------------------------------------------------------------------------------- | ------------------ | ------ |
| 901      | Mülheim Hbf - MH Speldorf - Duisburg Hbf - Ruhrort - Laar - Beeck - Marxloh - Obermarxloh | デュースブルク市電 | [ 22 ] |

## 車両

### 現有車両
2021年時点でミュールハイムとオーバーハウゼンの路面電車で使用されている車両の形式は以下の通りである。これらに加え、両都市で使用されていた歴史的な車両の一部が動態保存されている。
- M8S・M6S・M6D - デュワグがドイツ各地に展開した3車体連接式・両運転台の路面電車車両。1976年から1992年にかけて24両が導入されたが、2021年時点で在籍するのは中間に低床車体を挿入したM6NF2両のみである[7][24][23]。
- NF6D - デュワグ（→アドトランツ）がドイツ各地の路面電車へ向けて展開した部分超低床電車の1形式。1996年に10両が導入されたが、そのうち6両はシュタットベルケ・オーバーハウゼンが所有しており、ルールバーンが所有する4両とは塗装が異なる[25][6][18][24][26][27]。
- M8D-NF2 - ボンバルディア・トランスポーテーション（→アルストム）が展開する部分超低床電車「フレキシティ・クラシック」の1形式。車内の70 %が床上高さ300 mmの低床構造となっている両運転台式3車体連接車で、2014年以降15両が導入されている[25][28][29][30]。

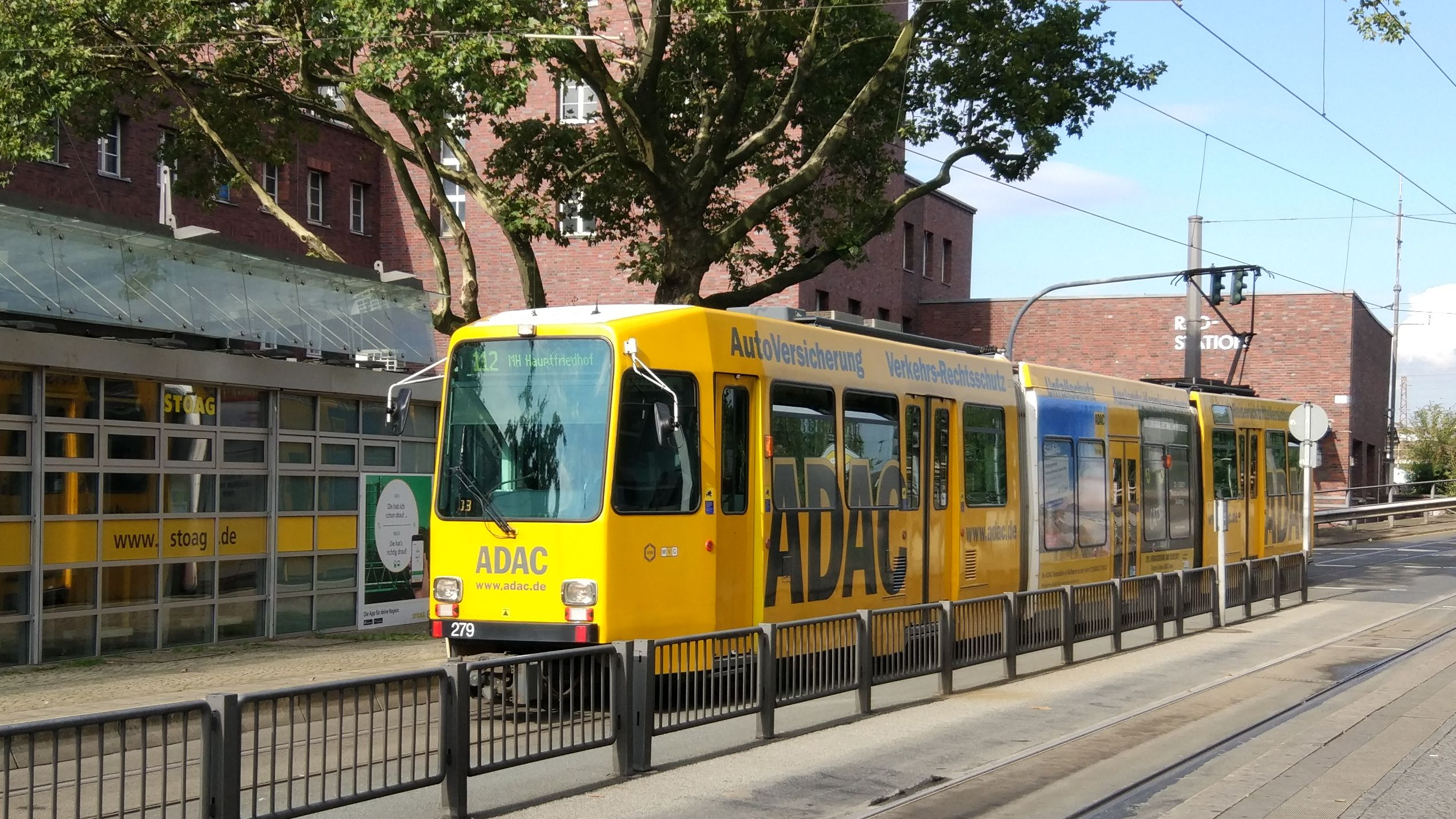
M6NF（2017年撮影）
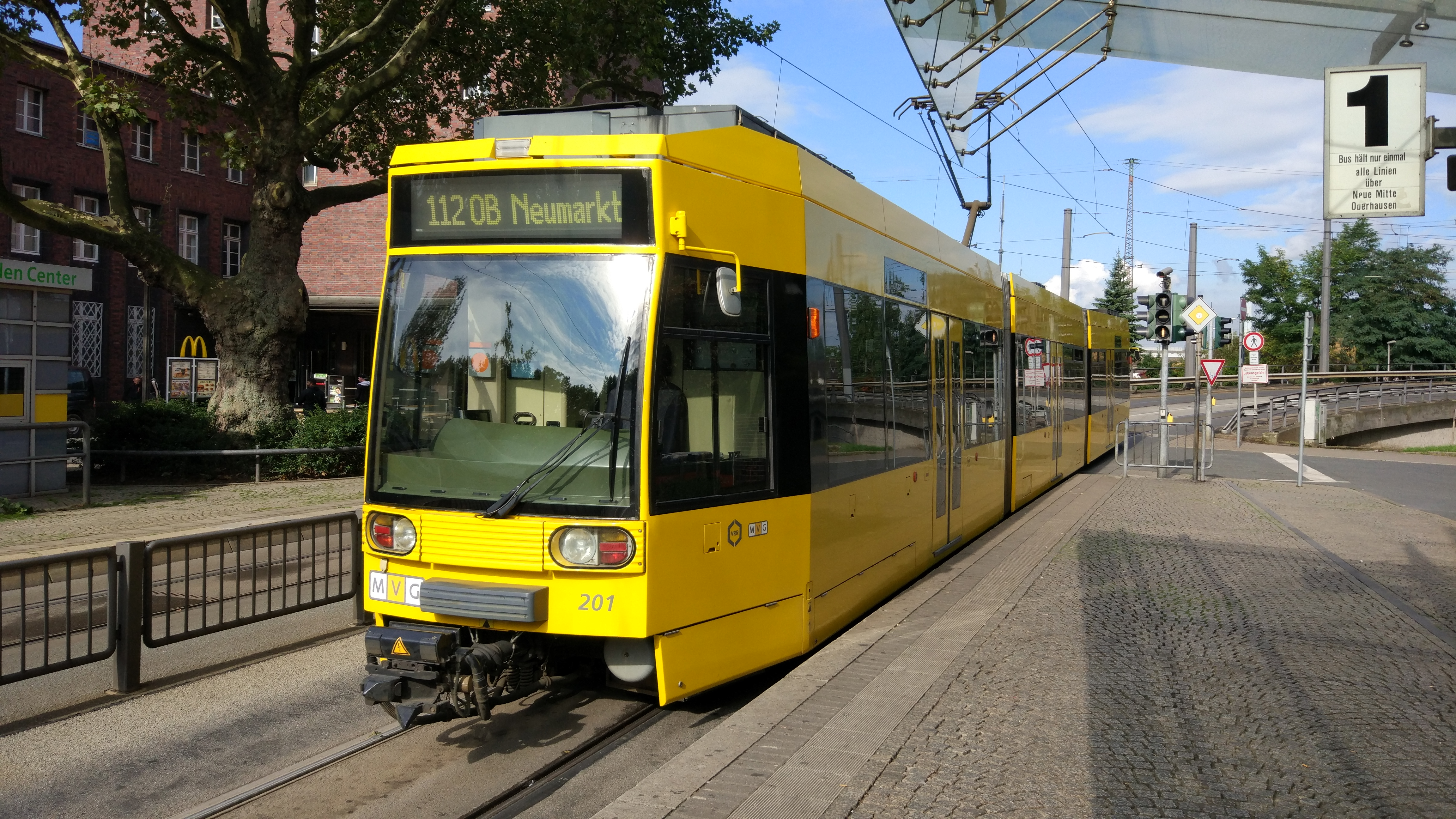
NF6D（ミュールハイム市電、2017年撮影）
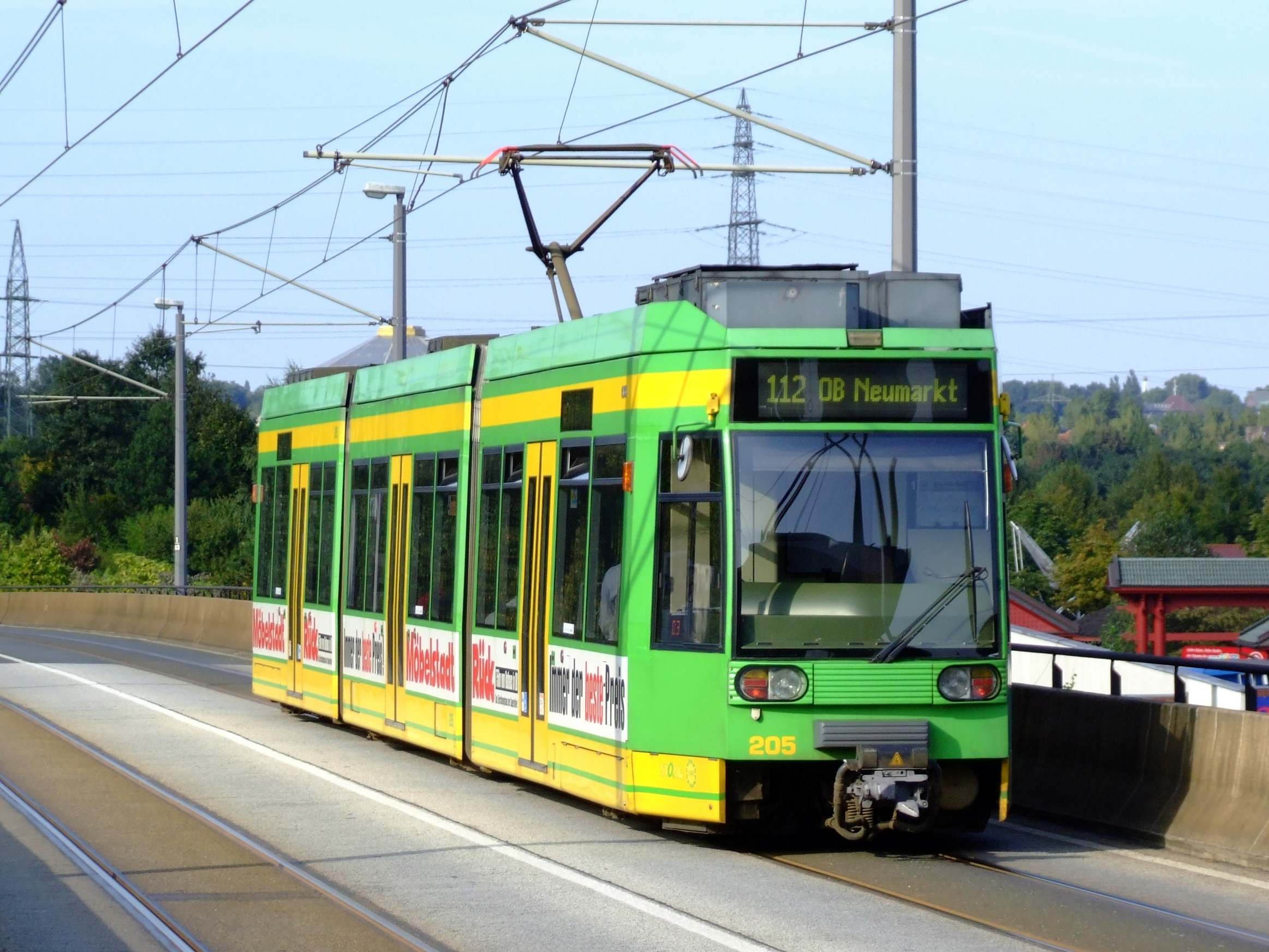
NF6D（オーバーハウゼン市電、2008年撮影）
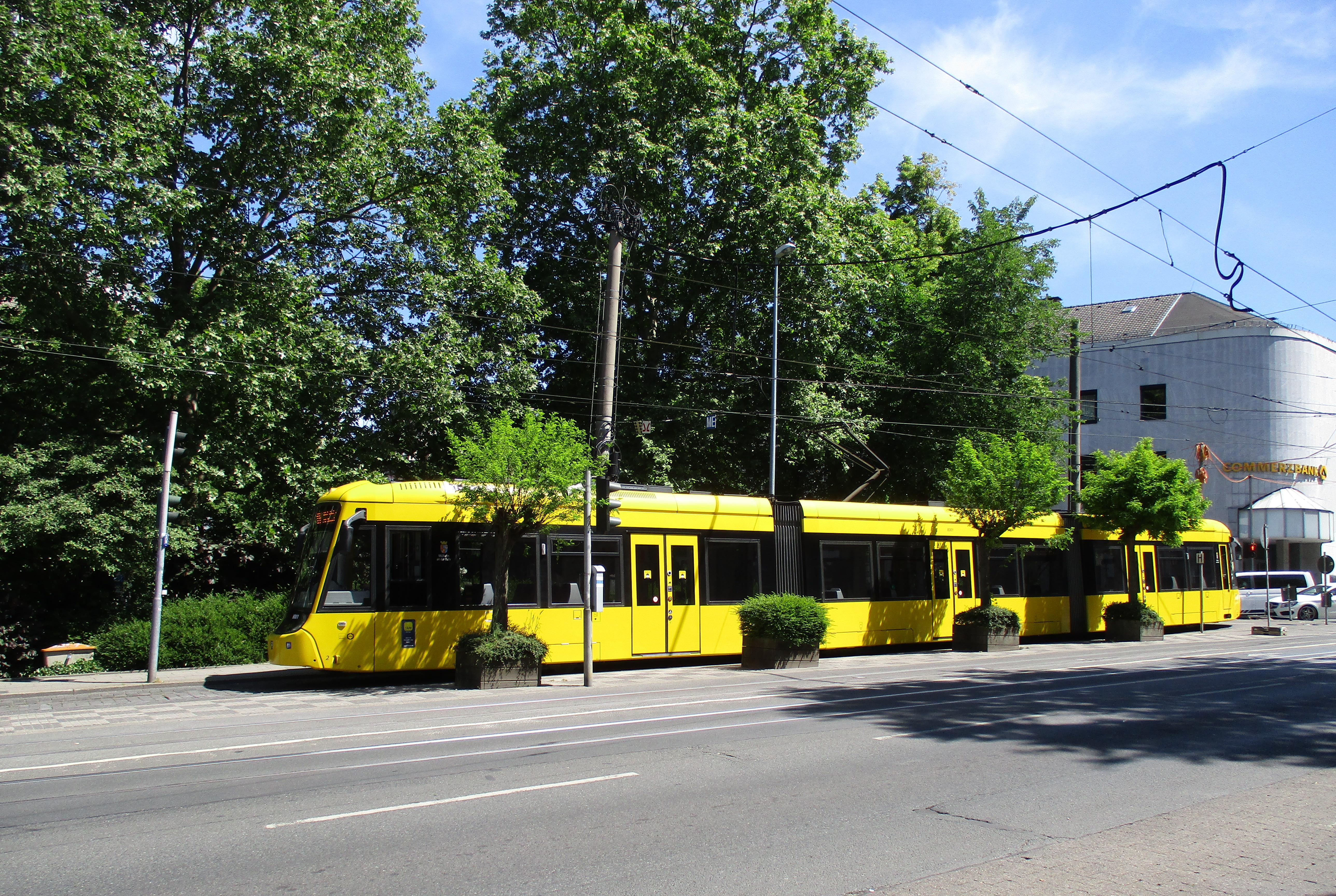
M8D-NF2（2020年撮影）
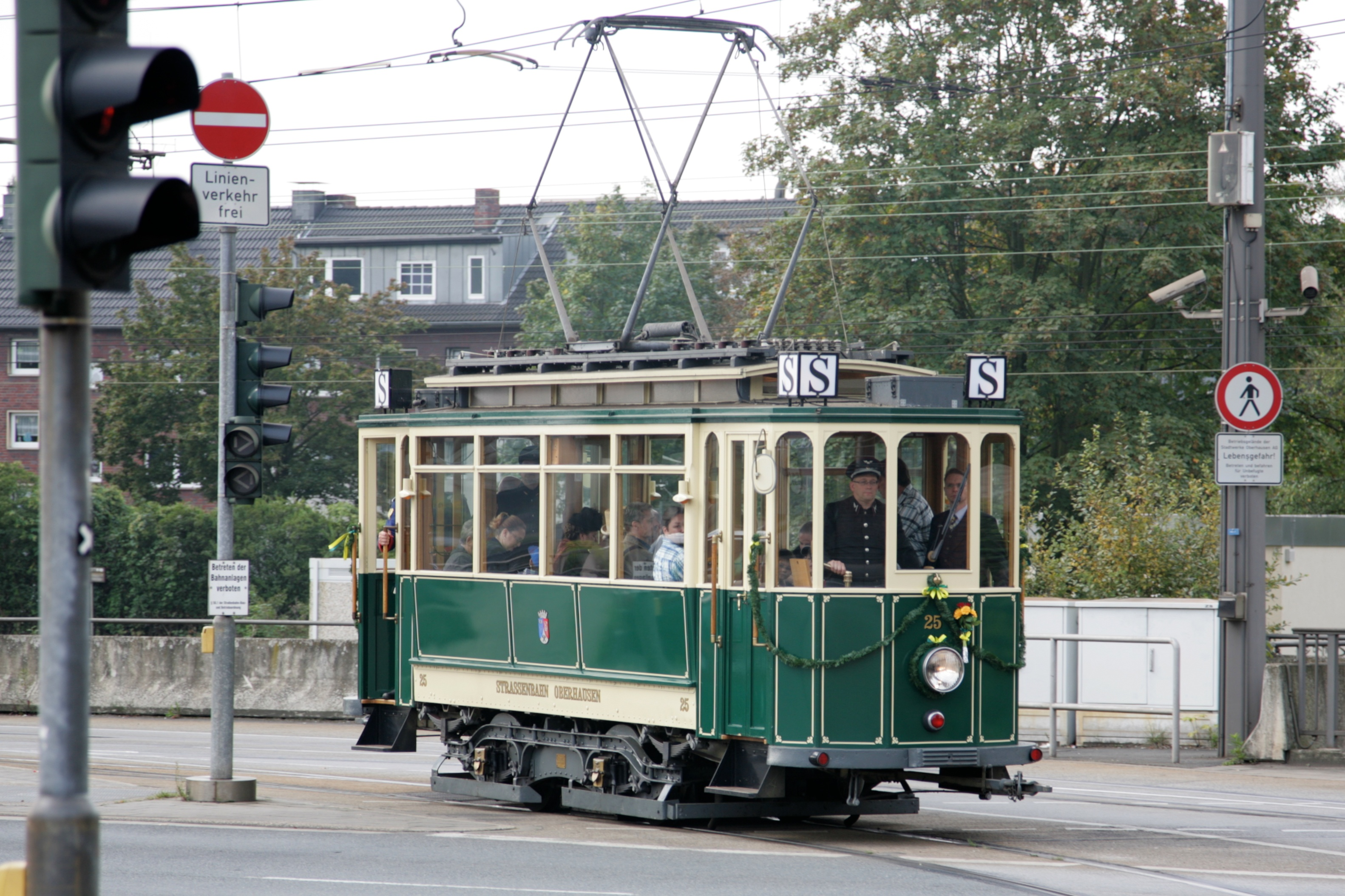
動態復元されたオーバーハウゼン市電の旧型電車・TW 25（2014年撮影）